# Carleton University

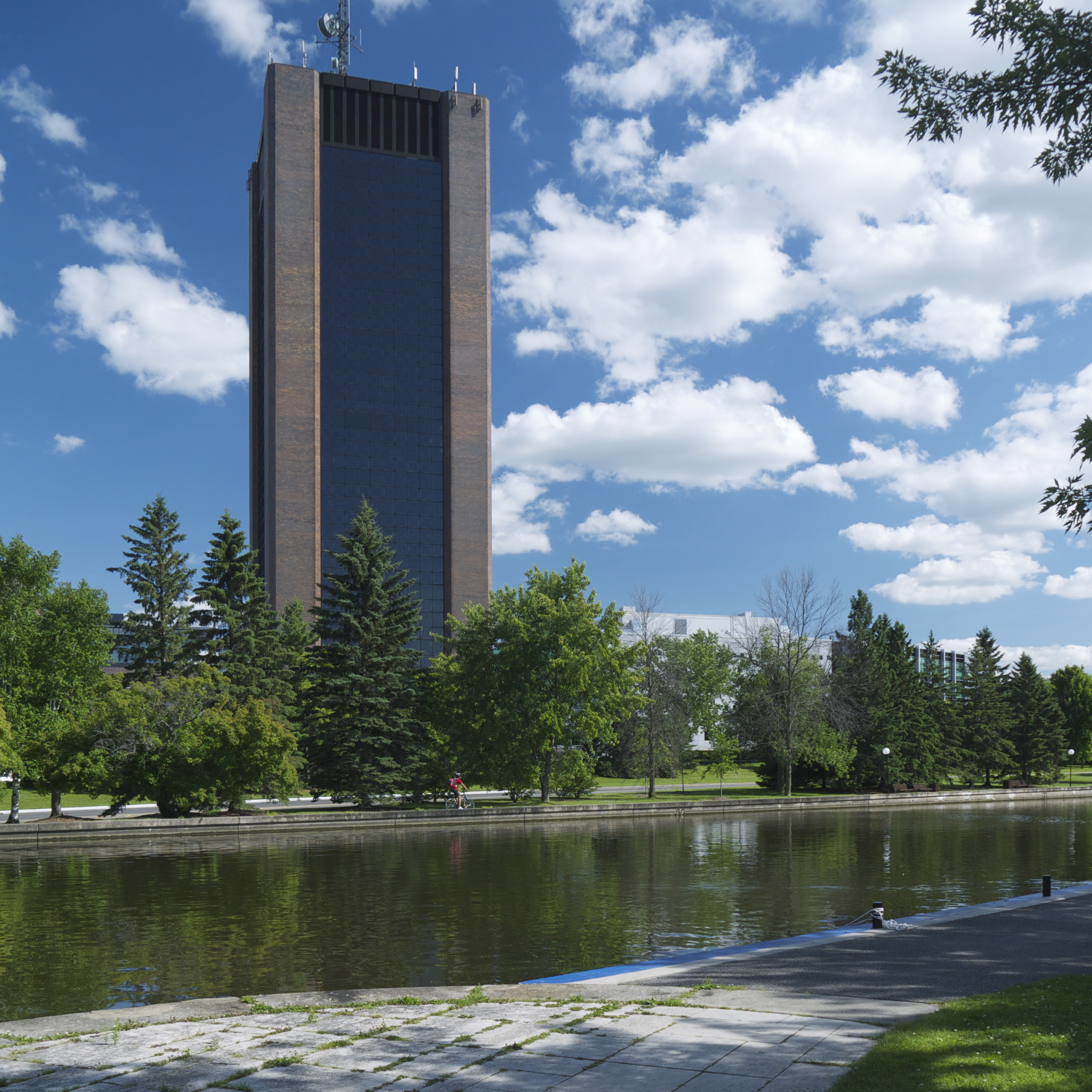
Dunton Tower, charakterystyczny budynek Carleton University

Carleton University – uniwersytet działający w Ottawie, w prowincji Ontario.
Założony został w 1942 roku jako Carleton College. Nazwa pochodzi od historycznego hrabstwa Carleton (na terenie którego leżała Ottawa), nazwanego imieniem Guya Carletona, jednego z pierwszych gubernatorów generalnych Kanady.
Uczelnia zatrudnia około czterech tysięcy pracowników dydaktycznych i kształci ponad 30 tysięcy studentów.